# Ingeniería ontológica

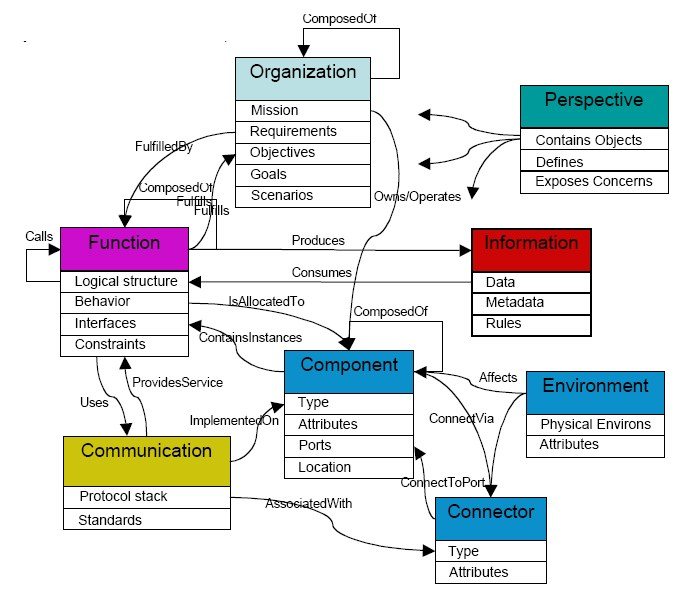
Ejemplo de un MBED, máximo nivel de ontologia basado en el grupo de vistas nominales

La Ingeniería ontológica es un campo de las ciencias de la computación y ciencias de la información que estudia los métodos y metodologías para construir esquemas conceptuales (ontología): esta corresponde a la representación formal de un grupo de conceptos dentro de un dominio y de las relaciones entre esos conceptos. Una representación a gran escala de conceptos abstractos como acciones, tiempo, objetos físicos y creencias podría ser un ejemplo de ingeniería ontológica.

## Perspectiva general
La Ingeniería ontológica tiene como meta hacer explícito el conocimiento contenido dentro de las aplicaciones de software y los procedimientos dentro de empresas y negocios para obtener un dominio particular. La ingeniería ontológica ofrece las direcciones para resolver problemas de operación internos que tengan obstáculos semánticos, por ejemplo, los obstáculos relacionados con la definición de los términos de negocio y las clases de software. La ingeniería ontológica es un conjunto de tareas relacionadas con el desarrollo de un esquema conceptual de un dominio particular.
 Line Pouchard, Nenad Ivezic and Craig Schlenoff Ontology Engineering for Distributed Collaboration in Manufacturing

La ontología provee un vocabulario común de un área y define, con diferentes niveles de formalidad, el significado de los términos y de las relaciones entre los mismos. Durante la última década, una atención cada vez mayor ha sido dirigida hacia la ontología. La ingeniería ontológica es ahora usada extensamente en la ingeniería del conocimiento, la inteligencia artificial y las ciencias de la computación, en aplicaciones relacionadas con áreas como la gestión del conocimiento, el procesamiento de lenguajes naturales, el comercio electrónico, la integración inteligente de información, la bioinformática, la educación y en nuevos campos emergentes como la web semántica. La ingeniería ontológica es un nuevo campo de estudio que incluye el proceso de desarrollo ontológico, el ciclo de vida ontológico, los métodos y metodologías para construir ontologías, los conjuntos de herramientas y los lenguajes que las soportan.

## Lenguajes ontológicos
El lenguaje ontológico es un lenguaje formal usado para codificarlo. Existe un gran número de lenguajes para ontologías, todos con una base estándar:
- La lógica común está en la norma ISO 24707, una especificación para una familia ontológica de lenguajes que pueden ser traducidos entre ellos de manera específica.
- El proyecto Cyc tiene su propio lenguaje (llamado CycL), basado en la lógica de primer orden, con algunas extensiones de orden superior.
- El lenguaje Gellish incluye reglas para su propia extensión y por lo tanto integra una ontología con su propio lenguaje.
- IDEF5 es un método de ingeniería de software para desarrollar y mantener utilizable y exacto el dominio de una ontología.
- KIF es una sintaxis para la lógica de primer orden que está basada en la expresión S.
- el formato RIF (Rule Interchange Format en inglés) y la lógica F combinan ontologías y reglas.
- El OWL es un lenguaje para hacer declaraciones ontológicas, desarrollado como una continuación de RDF y RDFS, así como de los proyectos anteriores de lenguaje ontológico que incluyen al OIL, DAML y DAML+OIL. OWL está destinado a ser usado sobre el World Wide Web(WWW) y todos sus elementos (clases, propiedades e individuos) son definidos como recursos RDF y son identificados por URIs.
- XBRL es una sintaxis para expresar la semántica de negocios.
- OntoUML es un lenguaje fundado para especificar ontologías de referencia.

## La ingeniería ontológica en las ciencias de la vida
Las ciencias de la vida crecen rápidamente con ontológías que los biólogos usan para dar sentido a sus experimentos. Para inferir conclusiones correctas de sus experimentos, las ontologías tienen que ser estructuradas de manera óptima a partir la base de conocimientos que representan. La estructura de una ontología necesita ser cambiada de forma continua, a fin de que pueda ser una representación exacta del modelo de dominio subyacente.
Recientemente ha sido introducido un método automático para la ingeniería ontológica en las ciencias de la vida, tal como en la Ontología Génica (OG), una de las más exitosas y extensamente usadas ontologías biomédicas. Basada en la teoría de la información, esta reestructura las ontologias de manera que los niveles representen la especificidad de los conceptos deseados. Un enfoque similar de la información teórica se ha utilizado para una división óptima de la Ontología Génica. Dada la naturaleza matemática tales algoritmos ingenieriles, esta optimización puede ser automatizada para producir una arquitectura escalable de principios que reestructure la ontolgia tal como la OG.
OBO (Open Biomedical Ontologies en inglés) es una iniciativa del año 2006 del Centro Nacional de Estados Unidos para la Ontología Biomédica, que proporciona una fusión de varias iniciativas ontológicas, entre las cuales están: 
- El GMOD
- El Consorcio Ontología Génica
- La Ontología de Secuencia
- El Servicio Buscador de Ontologías
- Los Estándares y Ontologías para la Genómica Funcional

## Herramientas para la ingeniería ontológica
- UGROUND
- DOGMA
- DogmaModeler
- KAON
- OntoClean
- OnToContent
- HOZO
- Protégé (software)
- OLED (OntoUML Editor)
- OntoCAT[10][11]
- Fluent Editor (software)